# Amstel Gold Race féminine 2019
Cet article concerne l'édition féminine de l'Amstel Gold Race. Pour la course masculine, voir Amstel Gold Race 2019.
La 6e édition de l'Amstel Gold Race féminine a lieu le 21 avril 2019. C'est la septième épreuve de l'UCI World Tour féminin 2019. Elle est remportée par la Polonaise Katarzyna Niewiadoma.

## Équipes
| Équipes féminines professionnelles (18)- Alé Cipollini - Bigla - Boels Dolmans - Canyon-SRAM Racing - CCC-Liv - Doltcini-Van Eyck Sport - FDJ-Nouvelle Aquitaine-Futuroscope - Health Mate-Ladies Team - Lotto Soudal Ladies - Mitchelton-Scott - Movistar Team - Parkhotel Valkenburg-Destil - Sunweb Women - Tibco-Silicon Valley Bank - Virtu Cycling Women - Trek-Segafredo - Valcar Cylance - WNT-Rotor Pro Cycling |
| |

## Parcours

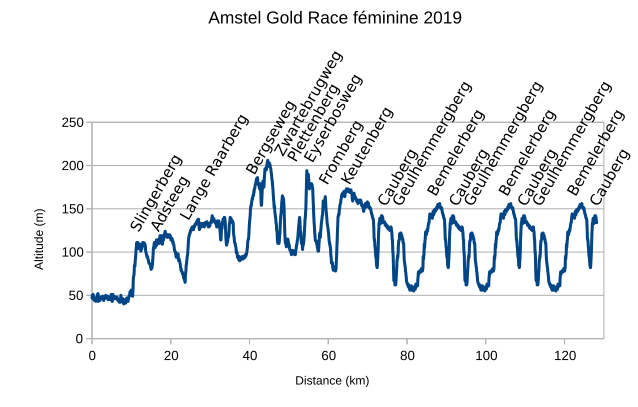
Profil de la course

La course se conclut par trois tours d'un circuit autour de Fauquemont.
19 côtes sont répertoriées pour cette course :
| Num | Nom                 | Longueur (m) | Pente moyenne | km    | km de l'arrivée |
| --- | ------------------- | ------------ | ------------- | ----- | --------------- |
| 1   | Slingerberg (nl)    | 1 200        | 5,4 %         | 10    | 116,8           |
| 2   | Adsteeg (nl)        | 620          | 4,7 %         | 14,8  | 112             |
| 3   | Lange Raarberg (nl) | 1 000        | 4,3 %         | 23    | 103,8           |
| 4   | Bergseweg (nl)      | 2 200        | 3,4 %         | 38,9  | 87,9            |
| 5   | Zwartebrugweg       |              |               | 46,7  | 80,1            |
| 6   | Plettenberg         |              |               | 50,6  | 76,2            |
| 7   | Eyserbosweg         | 1 100        | 7,9 %         | 51,7  | 75,1            |
| 8   | Fromberg (nl)       | 1 200        | 4,8 %         | 55,5  | 71,3            |
| 9   | Keutenberg          | 1 700        | 6,1 %         | 60,1  | 66,7            |
| 10  | Cauberg             | 1 500        | 7 %           | 70,5  | 56,3            |
| 11  | Geulhemmerberg      | 1 000        | 5,8 %         | 74,9  | 51,9            |
| 12  | Bemelerberg (nl)    | 1 200        | 4 %           | 81,9  | 44,9            |
| 13  | Cauberg             | 1 500        | 7 %           | 88,4  | 38,4            |
| 14  | Geulhemmerberg      | 1 000        | 5,8 %         | 92,8  | 34,0            |
| 15  | Bemelerberg (nl)    | 1 200        | 4 %           | 99,8  | 27,0            |
| 16  | Cauberg             | 1 500        | 7 %           | 106,3 | 20,5            |
| 17  | Geulhemmerberg      | 1 000        | 5,8 %         | 110,7 | 16,1            |
| 18  | Bemelerberg (nl)    | 1 200        | 4 %           | 117,7 | 9,1             |
| 19  | Cauberg             | 1 500        | 7 %           | 124,2 | 2,6             |

## Favorites
La championne du monde Anna van der Breggen après ses multiples victoires sur les ardennaises les années précédentes est la principale favorite. Elle peut compter sur l'assistance de Chantal Blaak vainqueur de l'Amstel Gold Race en 2018. Annemiek van Vleuten est également favorite. Toujours très à l'aise dès que la route monte et deuxième du Tour des Flandres, elle est accompagnée d'Amanda Spratt autre excellente grimpeuse. La CCC-Liv avec le duo Marianne Vos-Ashleigh Moolman dispose également de sérieux arguments pour la victoire finale. Katarzyna Niewiadoma toujours placées sur ces courses est à la recherche d'une première victoire. Cecilie Uttrup Ludwig a démontré au Tour des Flandres que la forme était là. Elle devrait animer la course. Chez Sunweb, on compte sur Lucinda Brand et Coryn Rivera. La grande inconnue concerne Lizzie Deignan qui fait sa reprise sur l'Amstel Gold Race après deux ans loin des courses.

## Récit de la course

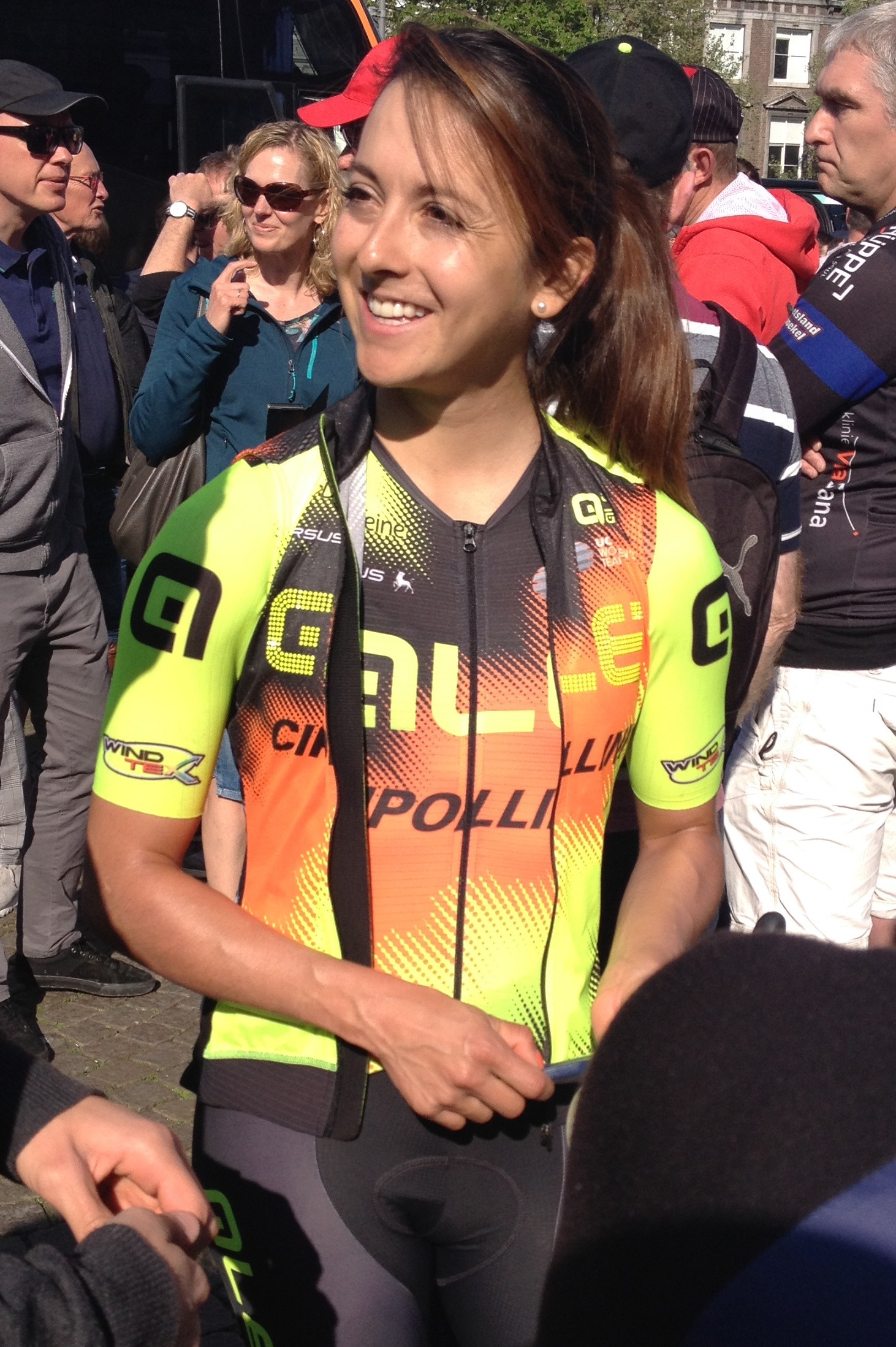
Le départ de la course.

Une première échappée de sept coureuses se forme au bout de quatre kilomètres. Il s'agit entre autres de : Diana Peñuela,  Jesse Vandenbulcke, Nina Buysman,  Shannon Malseed et  Ilaria Sanguineti. Son avance atteint les cinq minutes à cent kilomètres de l'arrivée. Dans le Fromberg, un groupe de quatorze favorites se détache. Dans la première ascension du Cauberg, Ashleigh Moolman attaque. Elle est reprise dans la descente tout comme le premier groupe d'échappée. À quarante-et-un kilomètres de la ligne, Lizzie Deignan accélère alors que le peloton reprend le groupe de favorites. Dans le Cauberg, les principales favorites se découvrent et passe la Britannique. Il s'agit de : Annemiek van Vleuten, Katarzyna Niewiadoma, Elisa Longo Borghini, Cecilie Uttrup Ludwig et Anna van der Breggen. Dans la descente, un nouveau regroupement a lieu. Elles sont alors dix-neuf en tête. Amanda Spratt, Katie Hall et Elisa Longo Borghini sortent alors. Elles comptent une vingtaine de secondes d'avance. Dans l'avant-dernière ascension du Cauberg, Katarzyna Niewiadoma revient seule sur les échappées. Dans la montée du Geulhemmerberg, un nouveau regroupement se produit. Elisa Longo Borghini part seule. Elle a un avantage de vingt-cinq seconds à neuf kilomètres de la ligne. Annemiek van Vleuten accélère dans le Bemelerberg, sans résultat. Ensuite, Amanda Spratt et Ashleigh Moolman attaquent et reviennent sur Elisa Longo Borghini à cinq kilomètres de l'arrivée. La coopération est cependant mauvaise dans le groupe. Au pied de la dernière ascension du Cauberg, tout est à refaire. Alison Jackson sort dès les premières pentes. Katarzyna Niewiadoma place ensuite une attaque violente, qui décroche Marianne Vos. Elle monte en tête. Derrière, Annemiek van Vleuten tente de réagir. Elle compte un désavantage de quelques secondes au sommet, mais compte sur ses qualités en contre-la-montre pour revenir sur la Polonaise. Cette dernière résiste néanmoins et s'impose devant la Néerlandaise. Marianne Vos est troisième,.

## Classements

### Classement final
| \| Classement général \| Classement général \| Classement général \| Classement général \| Classement général \| \| Coureuse \| Coureuse \| Pays \| Équipe \| Temps \| \| ------------------ \| --------------------- \| ------------------ \| ------------------------- \| ------------------ \| \| 1re \| Katarzyna Niewiadoma \| Pologne \| Canyon-SRAM Racing \| 3 h 25 min 48 s \| \| 2e \| Annemiek van Vleuten \| Pays-Bas \| Mitchelton-Scott \| + 0 s \| \| 3e \| Marianne Vos \| Pays-Bas \| CCC-Liv \| + 10 s \| \| 4e \| Annika Langvad \| Danemark \| Boels Dolmans \| + 10 s \| \| 5e \| Soraya Paladin \| Italie \| Alé Cipollini \| + 10 s \| \| 6e \| Cecilie Uttrup Ludwig \| Danemark \| Bigla \| + 10 s \| \| 7e \| Demi Vollering \| Pays-Bas \| Parkhotel Valkenburg \| + 10 s \| \| 8e \| Marta Bastianelli \| Italie \| Virtu Cycling Women \| + 30 s \| \| 9e \| Alison Jackson \| Canada \| Tibco-Silicon Valley Bank \| + 30 s \| \| 10e \| Elisa Balsamo \| Italie \| Valcar Cylance \| + 30 s \| |                       |          |                           |                 |
| |                       |          |                           |                 |
| Source : ProCyclingStats |                       |          |                           |                 |
| Classement général |                       |          |                           |                 |
| Coureuse | Coureuse              | Pays     | Équipe                    | Temps           |
| 1re | Katarzyna Niewiadoma  | Pologne  | Canyon-SRAM Racing        | 3 h 25 min 48 s |
| 2e | Annemiek van Vleuten  | Pays-Bas | Mitchelton-Scott          | + 0 s           |
| 3e | Marianne Vos          | Pays-Bas | CCC-Liv                   | + 10 s          |
| 4e | Annika Langvad        | Danemark | Boels Dolmans             | + 10 s          |
| 5e | Soraya Paladin        | Italie   | Alé Cipollini             | + 10 s          |
| 6e | Cecilie Uttrup Ludwig | Danemark | Bigla                     | + 10 s          |
| 7e | Demi Vollering        | Pays-Bas | Parkhotel Valkenburg      | + 10 s          |
| 8e | Marta Bastianelli     | Italie   | Virtu Cycling Women       | + 30 s          |
| 9e | Alison Jackson        | Canada   | Tibco-Silicon Valley Bank | + 30 s          |
| 10e | Elisa Balsamo         | Italie   | Valcar Cylance            | + 30 s          |

### UCI World Tour

#### Points attribués
| Position           | 1er | 2e  | 3e  | 4e  | 5e | 6e | 7e | 8e | 9e | 10e | 11e | 12e | 13e | 14e | 15e | 16e à 30e | 31e à 40e |
| Classement général | 200 | 150 | 125 | 100 | 85 | 70 | 60 | 50 | 40 | 35  | 30  | 25  | 20  | 15  | 10  | 5         | 3         |

| Classement par points | Classement par points | Classement par points | Classement par points | Classement par points |
| Coureuse              | Coureuse              | Pays                  | Équipe                | Points                |
| --------------------- | --------------------- | --------------------- | --------------------- | --------------------- |
| 1re                   | Marta Bastianelli     | Italie                | Virtu Cycling Women   | 710 pts               |
| 2e                    | Annemiek van Vleuten  | Pays-Bas              | Mitchelton-Scott      | 500 pts               |
| 3e                    | Marianne Vos          | Pays-Bas              | CCC-Liv               | 475 pts               |
| 4e                    | Katarzyna Niewiadoma  | Pologne               | Canyon-SRAM Racing    | 465 pts               |
| 5e                    | Kirsten Wild          | Pays-Bas              | WNT-Rotor Pro Cycling | 450 pts               |
| 6e                    | Cecilie Uttrup Ludwig | Danemark              | Bigla                 | 405 pts               |
| 7e                    | Lorena Wiebes         | Pays-Bas              | Parkhotel Valkenburg  | 305 pts               |
| 8e                    | Lotte Kopecky         | Belgique              | Lotto Soudal Ladies   | 283 pts               |
| 9e                    | Chantal Blaak         | Pays-Bas              | Boels Dolmans         | 275 pts               |
| 10e                   | Annika Langvad        | Danemark              | Boels Dolmans         | 250 pts               |

| Classement par points | Classement par points | Classement par points | Classement par points | Classement par points |
| Coureuse              | Coureuse              | Pays                  | Équipe                | Points                |
| --------------------- | --------------------- | --------------------- | --------------------- | --------------------- |
| 1re                   | Marta Bastianelli     | Italie                | Virtu Cycling Women   | 710 pts               |
| 2e                    | Annemiek van Vleuten  | Pays-Bas              | Mitchelton-Scott      | 500 pts               |
| 3e                    | Marianne Vos          | Pays-Bas              | CCC-Liv               | 475 pts               |
| 4e                    | Katarzyna Niewiadoma  | Pologne               | Canyon-SRAM Racing    | 465 pts               |
| 5e                    | Kirsten Wild          | Pays-Bas              | WNT-Rotor Pro Cycling | 450 pts               |
| 6e                    | Cecilie Uttrup Ludwig | Danemark              | Bigla                 | 405 pts               |
| 7e                    | Lorena Wiebes         | Pays-Bas              | Parkhotel Valkenburg  | 305 pts               |
| 8e                    | Lotte Kopecky         | Belgique              | Lotto Soudal Ladies   | 283 pts               |
| 9e                    | Chantal Blaak         | Pays-Bas              | Boels Dolmans         | 275 pts               |
| 10e                   | Annika Langvad        | Danemark              | Boels Dolmans         | 250 pts               |

| Classement du meilleur jeune | Classement du meilleur jeune | Classement du meilleur jeune | Classement du meilleur jeune       | Classement du meilleur jeune |
| Coureuse                     | Coureuse                     | Pays                         | Équipe                             | Points                       |
| ---------------------------- | ---------------------------- | ---------------------------- | ---------------------------------- | ---------------------------- |
| 1re                          | Sofia Bertizzolo             | Italie                       | Virtu Cycling Women                | 16 pts                       |
| 2e                           | Lorena Wiebes                | Pays-Bas                     | Parkhotel Valkenburg               | 16 pts                       |
| 3e                           | Marta Cavalli                | Italie                       | Valcar Cylance                     | 14 pts                       |
| 4e                           | Elisa Balsamo                | Italie                       | Valcar Cylance                     | 10 pts                       |
| 5e                           | Évita Muzic                  | France                       | FDJ-Nouvelle Aquitaine-Futuroscope | 6 pts                        |
| 6e                           | Letizia Paternoster          | Italie                       | Trek-Segafredo                     | 4 pts                        |
| 7e                           | Susanne Andersen             | Norvège                      | Sunweb                             | 4 pts                        |
| 8e                           | Amber van der Hulst          | Pays-Bas                     | Jan van Arckel                     | 4 pts                        |
| 9e                           | Liane Lippert                | Allemagne                    | Sunweb                             | 4 pts                        |
| 10e                          | Katia Ragusa                 | Italie                       | Bepink                             | 4 pts                        |

| Classement du meilleur jeune | Classement du meilleur jeune | Classement du meilleur jeune | Classement du meilleur jeune       | Classement du meilleur jeune |
| Coureuse                     | Coureuse                     | Pays                         | Équipe                             | Points                       |
| ---------------------------- | ---------------------------- | ---------------------------- | ---------------------------------- | ---------------------------- |
| 1re                          | Sofia Bertizzolo             | Italie                       | Virtu Cycling Women                | 16 pts                       |
| 2e                           | Lorena Wiebes                | Pays-Bas                     | Parkhotel Valkenburg               | 16 pts                       |
| 3e                           | Marta Cavalli                | Italie                       | Valcar Cylance                     | 14 pts                       |
| 4e                           | Elisa Balsamo                | Italie                       | Valcar Cylance                     | 10 pts                       |
| 5e                           | Évita Muzic                  | France                       | FDJ-Nouvelle Aquitaine-Futuroscope | 6 pts                        |
| 6e                           | Letizia Paternoster          | Italie                       | Trek-Segafredo                     | 4 pts                        |
| 7e                           | Susanne Andersen             | Norvège                      | Sunweb                             | 4 pts                        |
| 8e                           | Amber van der Hulst          | Pays-Bas                     | Jan van Arckel                     | 4 pts                        |
| 9e                           | Liane Lippert                | Allemagne                    | Sunweb                             | 4 pts                        |
| 10e                          | Katia Ragusa                 | Italie                       | Bepink                             | 4 pts                        |

| Classement par équipes aux points | Classement par équipes aux points | Classement par équipes aux points | Classement par équipes aux points |
| Équipe                            | Équipe                            | Pays                              | Points                            |
| --------------------------------- | --------------------------------- | --------------------------------- | --------------------------------- |
| 1re                               | Boels Dolmans                     | Pays-Bas                          | 944 pts                           |
| 2e                                | Virtu Cycling Women               | Danemark                          | 861 pts                           |
| 3e                                | Mitchelton-Scott                  | Australie                         | 745 pts                           |
| 4e                                | Canyon-SRAM Racing                | Allemagne                         | 695 pts                           |
| 5e                                | CCC-Liv                           | Pays-Bas                          | 596 pts                           |
| 6e                                | Trek-Segafredo                    | États-Unis                        | 567 pts                           |
| 7e                                | WNT-Rotor Pro Cycling             | Allemagne                         | 566 pts                           |
| 8e                                | Bigla                             | Danemark                          | 480 pts                           |
| 9e                                | Parkhotel Valkenburg-Destil       | Pays-Bas                          | 388 pts                           |
| 10e                               | Sunweb Women                      | Pays-Bas                          | 372 pts                           |

| Classement par équipes aux points | Classement par équipes aux points | Classement par équipes aux points | Classement par équipes aux points |
| Équipe                            | Équipe                            | Pays                              | Points                            |
| --------------------------------- | --------------------------------- | --------------------------------- | --------------------------------- |
| 1re                               | Boels Dolmans                     | Pays-Bas                          | 944 pts                           |
| 2e                                | Virtu Cycling Women               | Danemark                          | 861 pts                           |
| 3e                                | Mitchelton-Scott                  | Australie                         | 745 pts                           |
| 4e                                | Canyon-SRAM Racing                | Allemagne                         | 695 pts                           |
| 5e                                | CCC-Liv                           | Pays-Bas                          | 596 pts                           |
| 6e                                | Trek-Segafredo                    | États-Unis                        | 567 pts                           |
| 7e                                | WNT-Rotor Pro Cycling             | Allemagne                         | 566 pts                           |
| 8e                                | Bigla                             | Danemark                          | 480 pts                           |
| 9e                                | Parkhotel Valkenburg-Destil       | Pays-Bas                          | 388 pts                           |
| 10e                               | Sunweb Women                      | Pays-Bas                          | 372 pts                           |

## Liste des participants
| Légende | Légende                                                                    | Légende | Légende                                                    |
| ------- | -------------------------------------------------------------------------- | ------- | ---------------------------------------------------------- |
| Num     | Dossard de départ porté par le coureur sur cette Amstel Gold Race          | Pos     | Position à l'arrivée de la course                          |
|         | Indique un maillot de champion national ou mondial, suivi de sa spécialité | NP      | Indique un coureur qui n'a pas pris le départ de la course |
| AB      | Indique un coureur qui n'a pas terminé la course                           | HD      | Indique un coureur qui a terminé la course hors des délais |

| Boels Dolmans DLT | Boels Dolmans DLT                  | Boels Dolmans DLT |
| ----------------- | ---------------------------------- | ----------------- |
| Num               | Coureuse                           | Pos               |
| 1                 | Chantal Blaak (NED) (route)        | 43e               |
| 2                 | Annika Langvad (DEN)               | 4e                |
| 3                 | Jip van den Bos (NED)              | AB                |
| 4                 | Katie Hall (USA)                   | 20e               |
| 5                 | Amy Pieters (NED)                  | 25e               |
| 6                 | Anna van der Breggen (NED) (route) | 13e               |

| Alé Cipollini ALE | Alé Cipollini ALE          | Alé Cipollini ALE |
| ----------------- | -------------------------- | ----------------- |
| Num               | Coureuse                   | Pos               |
| 11                | Karlijn Swinkels (NED)     | AB                |
| 12                | Soraya Paladin (ITA)       | 5e                |
| 13                | Diana Peñuela (COL)        | AB                |
| 14                | Nadia Quagliotto (ITA)     | AB                |
| 15                | Chloe Hosking (AUS)        | AB                |
| 16                | Eri Yonamine (JPN) (route) | 31e               |

| Bigla BIG | Bigla BIG                   | Bigla BIG |
| --------- | --------------------------- | --------- |
| Num       | Coureuse                    | Pos       |
| 21        | Sophie Wright (GBR)         | 38e       |
| 22        | Elise Chabbey (SUI)         | 37e       |
| 23        | Nikola Nosková (CZE)        | 35e       |
| 24        | Mikayla Harvey (NZL)        | AB        |
| 25        | Elizabeth Banks (GBR)       | 44e       |
| 26        | Cecilie Uttrup Ludwig (DEN) | 6e        |

| Canyon-SRAM Racing CSR | Canyon-SRAM Racing CSR         | Canyon-SRAM Racing CSR |
| ---------------------- | ------------------------------ | ---------------------- |
| Num                    | Coureuse                       | Pos                    |
| 31                     | Katarzyna Niewiadoma (POL)     | 1re                    |
| 32                     | Elena Cecchini (ITA)           | AB                     |
| 33                     | Lisa Klein (GER)               | 26e                    |
| 34                     | Alena Amialiusik (BLR) (route) | 39e                    |
| 35                     | Tiffany Cromwell (AUS)         | AB                     |
| 36                     | Alexis Magner (USA)            | AB                     |

| CCC-Liv CCC | CCC-Liv CCC                    | CCC-Liv CCC |
| ----------- | ------------------------------ | ----------- |
| Num         | Coureuse                       | Pos         |
| 41          | Marianne Vos (NED)             | 3e          |
| 42          | Riejanne Markus (NED)          | AB          |
| 43          | Ashleigh Moolman (RSA) (route) | 16e         |
| 44          | Pauliena Rooijakkers (NED)     | AB          |
| 45          | Agnieszka Skalniak-Sójka (POL) | AB          |
| 46          | Jeanne Korevaar (NED)          | 41e         |

| Doltcini-Van Eyck Sport DVE | Doltcini-Van Eyck Sport DVE | Doltcini-Van Eyck Sport DVE |
| --------------------------- | --------------------------- | --------------------------- |
| Num                         | Coureuse                    | Pos                         |
| 51                          | Tetyana Riabchenko (UKR)    | AB                          |
| 52                          | Séverine Eraud (FRA)        | AB                          |
| 53                          | Jesse Vandenbulcke (BEL)    | AB                          |
| 54                          | Marion Sicot (FRA)          | 34e                         |
| 55                          | Mieke Docx (BEL)            | AB                          |
| 56                          | Anisha Vekemans (BEL)       | AB                          |

| FDJ-Nouvelle Aquitaine-Futuroscope FDJ | FDJ-Nouvelle Aquitaine-Futuroscope FDJ | FDJ-Nouvelle Aquitaine-Futuroscope FDJ |
| -------------------------------------- | -------------------------------------- | -------------------------------------- |
| Num                                    | Coureuse                               | Pos                                    |
| 61                                     | Eugénie Duval (FRA)                    | 45e                                    |
| 62                                     | Emilia Fahlin (SWE) (route)            | 15e                                    |
| 63                                     | Shara Gillow (AUS)                     | AB                                     |
| 64                                     | Victorie Guilman (FRA)                 | 47e                                    |
| 65                                     | Lauren Kitchen (AUS)                   | AB                                     |
| 66                                     | Charlotte Becker (GER)                 | AB                                     |

| Health Mate-Ladies Team HMT | Health Mate-Ladies Team HMT | Health Mate-Ladies Team HMT |
| --------------------------- | --------------------------- | --------------------------- |
| Num                         | Coureuse                    | Pos                         |
| 71                          | Lara Defour (BEL)           | AB                          |
| 72                          | Veronika Kormos (HUN)       | AB                          |
| 73                          | Esther Meisels (ISR)        | AB                          |
| 74                          | Christina Perchtold (AUT)   | AB                          |
| 75                          | Zsófia Szabó (HUN)          | AB                          |
| 76                          | Kylie Waterreus (NED)       | AB                          |

| Lotto Soudal Ladies LSL | Lotto Soudal Ladies LSL   | Lotto Soudal Ladies LSL |
| ----------------------- | ------------------------- | ----------------------- |
| Num                     | Coureuse                  | Pos                     |
| 81                      | Danielle Christmas (GBR)  | AB                      |
| 82                      | Demi de Jong (NED)        | AB                      |
| 83                      | Danique Braam (NED)       | AB                      |
| 84                      | Puck Moonen (NED)         | AB                      |
| 85                      | Julie Van de Velde (BEL)  | 23e                     |
| 86                      | Kelly Van den Steen (BEL) | AB                      |

| Mitchelton-Scott MTS | Mitchelton-Scott MTS       | Mitchelton-Scott MTS |
| -------------------- | -------------------------- | -------------------- |
| Num                  | Coureuse                   | Pos                  |
| 91                   | Annemiek van Vleuten (NED) | 2e                   |
| 92                   | Lucy Kennedy (AUS)         | AB                   |
| 93                   | Amanda Spratt (AUS)        | 11e                  |
| 94                   | Moniek Tenniglo (NED)      | AB                   |
| 95                   | Gracie Elvin (AUS)         | AB                   |
| 96                   | Grace Brown (AUS)          | AB                   |

| Movistar Team MOV | Movistar Team MOV                 | Movistar Team MOV |
| ----------------- | --------------------------------- | ----------------- |
| Num               | Coureuse                          | Pos               |
| 101               | Aude Biannic (FRA) (route)        | 49e               |
| 102               | Mavi García (ESP)                 | 22e               |
| 103               | Alicia González (ESP)             | AB                |
| 104               | Sheyla Gutiérrez (ESP)            | AB                |
| 105               | Małgorzata Jasińska (POL) (route) | 48e               |
| 106               | Gloria Rodríguez (ESP)            | AB                |

| Parkhotel Valkenburg PHV | Parkhotel Valkenburg PHV | Parkhotel Valkenburg PHV |
| ------------------------ | ------------------------ | ------------------------ |
| Num                      | Coureuse                 | Pos                      |
| 111                      | Lorena Wiebes (NED)      | 24e                      |
| 112                      | Belle De Gast (NED)      | AB                       |
| 113                      | Sofie De Vuyst (BEL)     | 21e                      |
| 114                      | Demi Vollering (NED)     | 7e                       |
| 115                      | Roxane Knetemann (NED)   | AB                       |
| 116                      | Nina Buysman (NED)       | AB                       |

| Sunweb SUN | Sunweb SUN                  | Sunweb SUN |
| ---------- | --------------------------- | ---------- |
| Num        | Coureuse                    | Pos        |
| 121        | Lucinda Brand (NED)         | 17e        |
| 122        | Juliette Labous (FRA)       | 40e        |
| 123        | Leah Kirchmann (CAN)        | 29e        |
| 124        | Liane Lippert (GER) (route) | AB         |
| 125        | Floortje Mackaij (NED)      | 27e        |
| 126        | Coryn Rivera (USA) (route)  | AB         |

| Tibco-Silicon Valley Bank TIB | Tibco-Silicon Valley Bank TIB | Tibco-Silicon Valley Bank TIB |
| ----------------------------- | ----------------------------- | ----------------------------- |
| Num                           | Coureuse                      | Pos                           |
| 131                           | Alison Jackson (CAN)          | 9e                            |
| 132                           | Brodie Chapman (AUS)          | 28e                           |
| 133                           | Nina Kessler (NED)            | AB                            |
| 134                           | Shannon Malseed (AUS)         | 46e                           |
| 135                           | Rozanne Slik (NED)            | AB                            |
| 136                           | Lauren Stephens (USA)         | AB                            |

| Virtu Cycling Women TVC | Virtu Cycling Women TVC         | Virtu Cycling Women TVC |
| ----------------------- | ------------------------------- | ----------------------- |
| Num                     | Coureuse                        | Pos                     |
| 141                     | Katrine Aalerud (NOR)           | AB                      |
| 142                     | Sofia Bertizzolo (ITA)          | AB                      |
| 143                     | Marta Bastianelli (ITA) (route) | 8e                      |
| 144                     | Rachel Neylan (AUS)             | 32e                     |
| 145                     | Barbara Guarischi (ITA)         | AB                      |
| 146                     | Anouska Koster (NED)            | 30e                     |

| Trek-Segafredo TFS | Trek-Segafredo TFS         | Trek-Segafredo TFS |
| ------------------ | -------------------------- | ------------------ |
| Num                | Coureuse                   | Pos                |
| 151                | Elisa Longo Borghini (ITA) | 14e                |
| 152                | Lizzie Deignan (GBR)       | 19e                |
| 153                | Audrey Cordon-Ragot (FRA)  | 42e                |
| 154                | Ellen van Dijk (NED)       | 36e                |
| 155                | Tayler Wiles (USA)         | 12e                |
| 156                | Ruth Edwards (USA)         | 18e                |

| Valcar Cylance VAL | Valcar Cylance VAL          | Valcar Cylance VAL |
| ------------------ | --------------------------- | ------------------ |
| Num                | Coureuse                    | Pos                |
| 161                | Elisa Balsamo (ITA)         | 10e                |
| 162                | Marta Cavalli (ITA) (route) | 33e                |
| 163                | Barbara Malcotti (ITA)      | AB                 |
| 164                | Vittoria Guazzini (ITA)     | AB                 |
| 165                | Ilaria Sanguineti (ITA)     | AB                 |
| 166                | Dalia Muccioli (ITA)        | AB                 |

| WNT-Rotor Pro Cycling WNT | WNT-Rotor Pro Cycling WNT | WNT-Rotor Pro Cycling WNT |
| ------------------------- | ------------------------- | ------------------------- |
| Num                       | Coureuse                  | Pos                       |
| 171                       | Kathrin Hammes (GER)      | AB                        |
| 172                       | Anna Badegruber (AUT)     | AB                        |
| 173                       | Aafke Soet (NED)          | AB                        |
| 174                       | Laura Asencio (FRA)       | AB                        |
| 175                       | Sarah Rijkes (AUT)        | AB                        |
| 176                       | Lea Lin Teutenberg (GER)  | AB                        |

| Boels Dolmans DLT | Boels Dolmans DLT                  | Boels Dolmans DLT |
| ----------------- | ---------------------------------- | ----------------- |
| Num               | Coureuse                           | Pos               |
| 1                 | Chantal Blaak (NED) (route)        | 43e               |
| 2                 | Annika Langvad (DEN)               | 4e                |
| 3                 | Jip van den Bos (NED)              | AB                |
| 4                 | Katie Hall (USA)                   | 20e               |
| 5                 | Amy Pieters (NED)                  | 25e               |
| 6                 | Anna van der Breggen (NED) (route) | 13e               |

| Alé Cipollini ALE | Alé Cipollini ALE          | Alé Cipollini ALE |
| ----------------- | -------------------------- | ----------------- |
| Num               | Coureuse                   | Pos               |
| 11                | Karlijn Swinkels (NED)     | AB                |
| 12                | Soraya Paladin (ITA)       | 5e                |
| 13                | Diana Peñuela (COL)        | AB                |
| 14                | Nadia Quagliotto (ITA)     | AB                |
| 15                | Chloe Hosking (AUS)        | AB                |
| 16                | Eri Yonamine (JPN) (route) | 31e               |

| Bigla BIG | Bigla BIG                   | Bigla BIG |
| --------- | --------------------------- | --------- |
| Num       | Coureuse                    | Pos       |
| 21        | Sophie Wright (GBR)         | 38e       |
| 22        | Elise Chabbey (SUI)         | 37e       |
| 23        | Nikola Nosková (CZE)        | 35e       |
| 24        | Mikayla Harvey (NZL)        | AB        |
| 25        | Elizabeth Banks (GBR)       | 44e       |
| 26        | Cecilie Uttrup Ludwig (DEN) | 6e        |

| Canyon-SRAM Racing CSR | Canyon-SRAM Racing CSR         | Canyon-SRAM Racing CSR |
| ---------------------- | ------------------------------ | ---------------------- |
| Num                    | Coureuse                       | Pos                    |
| 31                     | Katarzyna Niewiadoma (POL)     | 1re                    |
| 32                     | Elena Cecchini (ITA)           | AB                     |
| 33                     | Lisa Klein (GER)               | 26e                    |
| 34                     | Alena Amialiusik (BLR) (route) | 39e                    |
| 35                     | Tiffany Cromwell (AUS)         | AB                     |
| 36                     | Alexis Magner (USA)            | AB                     |

| CCC-Liv CCC | CCC-Liv CCC                    | CCC-Liv CCC |
| ----------- | ------------------------------ | ----------- |
| Num         | Coureuse                       | Pos         |
| 41          | Marianne Vos (NED)             | 3e          |
| 42          | Riejanne Markus (NED)          | AB          |
| 43          | Ashleigh Moolman (RSA) (route) | 16e         |
| 44          | Pauliena Rooijakkers (NED)     | AB          |
| 45          | Agnieszka Skalniak-Sójka (POL) | AB          |
| 46          | Jeanne Korevaar (NED)          | 41e         |

| Doltcini-Van Eyck Sport DVE | Doltcini-Van Eyck Sport DVE | Doltcini-Van Eyck Sport DVE |
| --------------------------- | --------------------------- | --------------------------- |
| Num                         | Coureuse                    | Pos                         |
| 51                          | Tetyana Riabchenko (UKR)    | AB                          |
| 52                          | Séverine Eraud (FRA)        | AB                          |
| 53                          | Jesse Vandenbulcke (BEL)    | AB                          |
| 54                          | Marion Sicot (FRA)          | 34e                         |
| 55                          | Mieke Docx (BEL)            | AB                          |
| 56                          | Anisha Vekemans (BEL)       | AB                          |

| FDJ-Nouvelle Aquitaine-Futuroscope FDJ | FDJ-Nouvelle Aquitaine-Futuroscope FDJ | FDJ-Nouvelle Aquitaine-Futuroscope FDJ |
| -------------------------------------- | -------------------------------------- | -------------------------------------- |
| Num                                    | Coureuse                               | Pos                                    |
| 61                                     | Eugénie Duval (FRA)                    | 45e                                    |
| 62                                     | Emilia Fahlin (SWE) (route)            | 15e                                    |
| 63                                     | Shara Gillow (AUS)                     | AB                                     |
| 64                                     | Victorie Guilman (FRA)                 | 47e                                    |
| 65                                     | Lauren Kitchen (AUS)                   | AB                                     |
| 66                                     | Charlotte Becker (GER)                 | AB                                     |

| Health Mate-Ladies Team HMT | Health Mate-Ladies Team HMT | Health Mate-Ladies Team HMT |
| --------------------------- | --------------------------- | --------------------------- |
| Num                         | Coureuse                    | Pos                         |
| 71                          | Lara Defour (BEL)           | AB                          |
| 72                          | Veronika Kormos (HUN)       | AB                          |
| 73                          | Esther Meisels (ISR)        | AB                          |
| 74                          | Christina Perchtold (AUT)   | AB                          |
| 75                          | Zsófia Szabó (HUN)          | AB                          |
| 76                          | Kylie Waterreus (NED)       | AB                          |

| Lotto Soudal Ladies LSL | Lotto Soudal Ladies LSL   | Lotto Soudal Ladies LSL |
| ----------------------- | ------------------------- | ----------------------- |
| Num                     | Coureuse                  | Pos                     |
| 81                      | Danielle Christmas (GBR)  | AB                      |
| 82                      | Demi de Jong (NED)        | AB                      |
| 83                      | Danique Braam (NED)       | AB                      |
| 84                      | Puck Moonen (NED)         | AB                      |
| 85                      | Julie Van de Velde (BEL)  | 23e                     |
| 86                      | Kelly Van den Steen (BEL) | AB                      |

| Mitchelton-Scott MTS | Mitchelton-Scott MTS       | Mitchelton-Scott MTS |
| -------------------- | -------------------------- | -------------------- |
| Num                  | Coureuse                   | Pos                  |
| 91                   | Annemiek van Vleuten (NED) | 2e                   |
| 92                   | Lucy Kennedy (AUS)         | AB                   |
| 93                   | Amanda Spratt (AUS)        | 11e                  |
| 94                   | Moniek Tenniglo (NED)      | AB                   |
| 95                   | Gracie Elvin (AUS)         | AB                   |
| 96                   | Grace Brown (AUS)          | AB                   |

| Movistar Team MOV | Movistar Team MOV                 | Movistar Team MOV |
| ----------------- | --------------------------------- | ----------------- |
| Num               | Coureuse                          | Pos               |
| 101               | Aude Biannic (FRA) (route)        | 49e               |
| 102               | Mavi García (ESP)                 | 22e               |
| 103               | Alicia González (ESP)             | AB                |
| 104               | Sheyla Gutiérrez (ESP)            | AB                |
| 105               | Małgorzata Jasińska (POL) (route) | 48e               |
| 106               | Gloria Rodríguez (ESP)            | AB                |

| Parkhotel Valkenburg PHV | Parkhotel Valkenburg PHV | Parkhotel Valkenburg PHV |
| ------------------------ | ------------------------ | ------------------------ |
| Num                      | Coureuse                 | Pos                      |
| 111                      | Lorena Wiebes (NED)      | 24e                      |
| 112                      | Belle De Gast (NED)      | AB                       |
| 113                      | Sofie De Vuyst (BEL)     | 21e                      |
| 114                      | Demi Vollering (NED)     | 7e                       |
| 115                      | Roxane Knetemann (NED)   | AB                       |
| 116                      | Nina Buysman (NED)       | AB                       |

| Sunweb SUN | Sunweb SUN                  | Sunweb SUN |
| ---------- | --------------------------- | ---------- |
| Num        | Coureuse                    | Pos        |
| 121        | Lucinda Brand (NED)         | 17e        |
| 122        | Juliette Labous (FRA)       | 40e        |
| 123        | Leah Kirchmann (CAN)        | 29e        |
| 124        | Liane Lippert (GER) (route) | AB         |
| 125        | Floortje Mackaij (NED)      | 27e        |
| 126        | Coryn Rivera (USA) (route)  | AB         |

| Tibco-Silicon Valley Bank TIB | Tibco-Silicon Valley Bank TIB | Tibco-Silicon Valley Bank TIB |
| ----------------------------- | ----------------------------- | ----------------------------- |
| Num                           | Coureuse                      | Pos                           |
| 131                           | Alison Jackson (CAN)          | 9e                            |
| 132                           | Brodie Chapman (AUS)          | 28e                           |
| 133                           | Nina Kessler (NED)            | AB                            |
| 134                           | Shannon Malseed (AUS)         | 46e                           |
| 135                           | Rozanne Slik (NED)            | AB                            |
| 136                           | Lauren Stephens (USA)         | AB                            |

| Virtu Cycling Women TVC | Virtu Cycling Women TVC         | Virtu Cycling Women TVC |
| ----------------------- | ------------------------------- | ----------------------- |
| Num                     | Coureuse                        | Pos                     |
| 141                     | Katrine Aalerud (NOR)           | AB                      |
| 142                     | Sofia Bertizzolo (ITA)          | AB                      |
| 143                     | Marta Bastianelli (ITA) (route) | 8e                      |
| 144                     | Rachel Neylan (AUS)             | 32e                     |
| 145                     | Barbara Guarischi (ITA)         | AB                      |
| 146                     | Anouska Koster (NED)            | 30e                     |

| Trek-Segafredo TFS | Trek-Segafredo TFS         | Trek-Segafredo TFS |
| ------------------ | -------------------------- | ------------------ |
| Num                | Coureuse                   | Pos                |
| 151                | Elisa Longo Borghini (ITA) | 14e                |
| 152                | Lizzie Deignan (GBR)       | 19e                |
| 153                | Audrey Cordon-Ragot (FRA)  | 42e                |
| 154                | Ellen van Dijk (NED)       | 36e                |
| 155                | Tayler Wiles (USA)         | 12e                |
| 156                | Ruth Edwards (USA)         | 18e                |

| Valcar Cylance VAL | Valcar Cylance VAL          | Valcar Cylance VAL |
| ------------------ | --------------------------- | ------------------ |
| Num                | Coureuse                    | Pos                |
| 161                | Elisa Balsamo (ITA)         | 10e                |
| 162                | Marta Cavalli (ITA) (route) | 33e                |
| 163                | Barbara Malcotti (ITA)      | AB                 |
| 164                | Vittoria Guazzini (ITA)     | AB                 |
| 165                | Ilaria Sanguineti (ITA)     | AB                 |
| 166                | Dalia Muccioli (ITA)        | AB                 |

| WNT-Rotor Pro Cycling WNT | WNT-Rotor Pro Cycling WNT | WNT-Rotor Pro Cycling WNT |
| ------------------------- | ------------------------- | ------------------------- |
| Num                       | Coureuse                  | Pos                       |
| 171                       | Kathrin Hammes (GER)      | AB                        |
| 172                       | Anna Badegruber (AUT)     | AB                        |
| 173                       | Aafke Soet (NED)          | AB                        |
| 174                       | Laura Asencio (FRA)       | AB                        |
| 175                       | Sarah Rijkes (AUT)        | AB                        |
| 176                       | Lea Lin Teutenberg (GER)  | AB                        |

## Organisation
Leontien van Moorsel est directrice de course. Roy Backbier est le directeur général.

## Prix
Les prix suivants sont distribués :
| Position | 1er     | 2e      | 3e      | 4e    | 5e    | 6e    | 7e    | 8e    | 9e    | 10e   |
| Prix     | 2 500 € | 1 750 € | 1 000 € | 750 € | 600 € | 500 € | 400 € | 300 € | 250 € | 250 € |

La 11e gagne également 250 €. De la 12e à la 14e place la prime est de 200 €. En sus, les coureuses placées de la 15e à la 16e place gagnent 175 €, de la 17e à la 18e place gagnent 150 € et  de la 15e à la 16e place gagnent 100 €.